# De Nieuwe Wilden (dichtersgroep)
De Nieuwe Wilden was een Nederlandse vrouwelijke dichtersgroep, opgericht door Elly de Waard in 1984.

## Ontstaansgeschiedenis
Elly de Waard voelde de behoefte om als dichter zelfstandig de bestaan. Ze richtte verschillende werkgroepen op, waaronder De Nieuwe Wilden. De naam is verbonden aan de Duitse kunstbeweging De Nieuwe Wilden, maar komt ook voort uit het idee dat vrouwen tijdens de oprichting van de dichtersgroep nog geen actieve rol hadden bemachtigd binnen de Nederlandstalige literatuurgeschiedenis. Alhoewel genoeg vrouwen schreven werden ze niet gelijk gesteld aan mannelijke schrijvers. 
Vrouwen hebben geen geschiedenis, geen traditie als schrijvende vrouw. Daartoe zijn ze in bepaalde opzichten Barbaren, Wilden. 
Het voornaamste doel van de werkgroep was dat vrouwen zichzelf als dichters gingen erkennen.

## Leden
Tot de werkgroep behoorde zowel hetero- als homoseksuele vrouwen. Enkele vrouwen die zich aangesloten hadden tot de dichtersgroep zijn onder andere Chawwa Wijnberg, Ineke van Mourik, Annemarie de Waard en Jacqueline van Leeuwen, en Patty Kuppens.  Ook Ida Boelhouwer en Elly Stolwijk hebben zich enkele jaren aangesloten bij de groep, maar besloten beide om vroegtijdig de groep te verlaten. 